# Штандарт

Штандарт Міністра оборони України

Штандарт — особливий вид прапора; полотнище правильної геометричної форми (зазвичай квадрат); символ держави, військового формування. Почесний персоніфікований знак відмінності глави держави низки країн, інших керівних посадових осіб, що піднімається в місці його перебування (резиденції, на транспорті).